# Okręgowe rozgrywki w piłce nożnej woj. warmińsko-mazurskiego (2010/2011)

## Ekstraklasa – III liga
Drużyny z województwa warmińsko-mazurskiego występujące w ligach centralnych i makroregionalnych:
- Ekstraklasa – brak
- I liga – brak
- II liga – Olimpia Elbląg, OKS 1945 Olsztyn, Jeziorak Iława,
- III liga –. Huragan Morąg, Concordia Elbląg, Mrągovia Mrągowo, Start Działdowo, Vęgoria Węgorzewo, Czarni Olecko, Mazur Ełk, Motor Lubawa, Zatoka Braniewo, MKS Korsze

## IV liga
| Poz. | Klub                | M  | Pkt. | Bramki |
| ---- | ------------------- | -- | ---- | ------ |
| 1    | Granica Kętrzyn     | 30 | 73   | 91-30  |
| 2    | Olimpia 2004 Elbląg | 30 | 69   | 71-23  |
| 3    | Płomień Ełk         | 30 | 63   | 65-15  |
| 4    | OKS 1945 II Olsztyn | 30 | 61   | 55-39  |
| 5    | Start Nidzica       | 30 | 47   | 37-35  |
| 6    | Błękitni Pasym      | 30 | 45   | 51-53  |
| 7    | Pisa Barczewo       | 30 | 44   | 38-34  |
| 8    | Rominta Gołdap      | 30 | 43   | 48-41  |
| 9    | Tęcza Biskupiec     | 30 | 43   | 57-67  |
| 10   | Polonia Pasłęk      | 30 | 42   | 31-44  |
| 11   | GKS Wikielec        | 30 | 41   | 34-45  |
| 12   | Sokół Ostróda       | 30 | 40   | 38-37  |
| 13   | MKS Szczytno        | 30 | 25   | 25-52  |
| 14   | Olimpia Olsztynek   | 30 | 20   | 27-54  |
| 15   | Błękitni Orneta     | 30 | 17   | 33-81  |
| 16   | Zamek Kurzętnik     | 30 | 16   | 20-71  |

## Klasa okręgowa

### grupa I
- awans: Znicz Biała Piska, Mamary Giżycko
- spadek: Jurand Barciany, Leśnik Nowe Ramuki

### grupa II
- awans: MGKS Tolkmicko, Drwęca Nowe Miasto Lubawskie
- spadek: Unia Susz, Wel Lidzbark

## Klasa A
- grupa I:
  - awans: Kłobuk Mikołajki
  - spadek: brak
- grupa II:
  - awans: Olimpia II Elbląg
  - spadek: brak
- grupa III:
  - awans: Zryw Jedwabno
  - spadek: Kormoran Purda
- grupa IV:
  - awans: Iskra Narzym
  - spadek: LZS Mszanowo

## Klasa B
- grupa I – awans: Olimpia Miłki
- grupa II – awans: Dąb Kadyny
- grupa III -awans: LZS Jamielnik
- grupa IV – awans: LZS Knopin
- grupa V – awans: GKS Dźwierzuty

## Wycofania z rozgrywek
Mazur Świętajno, Pogezania Milejewo, Błękitni II Orneta

## Nowe zespoły
KS Mroczno-Grodziczno, MOSiR Kętrzyn, Orzeł Przezmark, Błękitni II Orneta, Saturn Sławka Wielka, Prątniczanka Prątnica